# Pavle Bakić
Pavle Bakić (srbskou cyrilicí: Павле Бакић, maďarsky: Bakics Pál; cca 1484 Šumadija – 9. října 1537 Đakovo) byl posledním titulárním srbským despotou. Byl jedním z nejvýznamnějších vojenských velitelů mezi srbskou šlechtou v Uherském království a bojoval proti Osmanské říši v několika bitvách, zejména v bitvě u Moháče (1526) a v bitvě u Vídně (1529). Padl v bitvě u Gorjani (1537).

## Život
Pavle Bakić měl turecký timar, stejně jako jeho otec, a byl pánem rozsáhlých statků kolem Venčace v Šumadiji, nazývaných „Bakićova země“. Osmanská říše si ho velmi vážila a měl právo vybírat daně (harač) od svého lidu.
Po konzultaci s Pálem Tomorim a Ludvíkem II. Uherským opustil Pavle Bakić se svou rodinou, pěti bratry a velkým počtem Srbů své území a odešel do Uher, kde za to získal město Lak a další statky. Se svými vojsky se v roce 1526 zúčastnil bitvy u Moháče.
Po bitvě nebyli šajkaši stále vyplaceni za své služby. Ferdinand pokáral dvůr za to, že jim alespoň částečně nevyplatil dlužný plat. Bakić se znovu obrátil na Ferdinanda s varováním, že nevyplacení šajkašů by mohlo způsobit odcizení Srbů v jeho zemích, ale také v zemích Jana Zápolského a Osmanské říše. Také Ferdinanda informoval o pronásledování Srbů rakouskými úředníky a důstojníky.
Když vypukla válka o následnictví mezi Ferdinandem I. a Janem Zápolským, Bakić se přidal na stranu Zápolského. Po porážce Zápolského v bitvě u Tokaje v roce 1527 přešel na stranu Ferdinanda a zůstal mu věrný po zbytek svého života. V roce 1528 Ferdinand potvrdil majetky Bakiće a jeho bratrů a jmenoval ho kapitánem srbské pěchoty, jízdy a říčních sil.
Během obléhání Vídně v roce 1529 byli srbští husaři pod velením Pavla Bakiće první, kdo se zapojil do boje s Turky, když zaútočili na hlavní město. Po osmanském dobytí Sremu hledal Radoslav Čelnik útočiště v Bakićových državách, konkrétně v Győru. V listinách z roku 1534 Ferdinand opět potvrdil majetky Bakiće a jeho bratrů (Lak, Győr, Szombathely, Hédervár a všechny statky patřící k těmto městům). Pevnost Győr spravoval jeho maďarský spojenec hrabě György Cseszneky.
V té době byl předchozí držitel titulu srbského despoty, Stefan Berislavić, již mrtvý (1535) a titul zůstal neobsazený. Listina krále Ferdinanda ze dne 20. září 1537 označuje Pavla Bakiće za nového despotu a vyzývá všechny Srby, aby ho následovali jako srbského despotu.
Pokusy krále Ferdinanda vytlačit Osmany ze Slavonského banátu a východních uherských žup (Požežská župa, Vukovská župa) s pomocí Pavla nebyly úspěšné. V roce 1537 se Bakićovi nepodařilo osvobodit Osijek od Osmanů, a proto se stáhl k Đakovu, kde padl v bitvě u Gorjani proti Osmanům. Mehmed Paša poslal jeho hlavu do Konstantinopole.

## Rodina
Oženil se s Teodorou a měl dvě dcery:
- Margita, provdaná za barona Menyhérta Balassu
- Angelina, provdaná za Imre Révaye, později za barona Imre Czobora de Czoborszentmihály